# 日本ルーテル同胞教団
日本ルーテル同胞教団（にほんるーてるどうほうきょうだん）は宮城県仙台市に本部を置く、プロテスタントのキリスト教アメリカ系のルーテル派の団体。日本福音同盟に加盟している宗教法人。

## 概要
1949年8月にアメリカよりモーリス・A・ワーダル宣教師が来日、山形県酒田市公民館より宣教活動が始まった。当時キリスト教会が少ない日本海側を中心に宣教活動を続け、やがて東北の太平洋側、関東地方へと活動を広げた。
信徒数1200名強（うち教職数24名／牧師・牧師補・伝道師・宣教師）で、27の教会を有する。聖書を重んじ、宣教に力を注ぐ教団であり、教団立の神学校を所有している。

## 沿革
- アメリカのルーテル同胞教会が太平洋戦争終戦直後に東洋伝道を計画する。最初中国を目指すが中国の共産党政権化によって実現できなかった。
- 1949年8月 モーリス・A・ワーダル宣教師が来日、山形県酒田市公民館で宣教活動が始まる。その後秋田県を始め東北地方に宣教活動を展開する。
- 1951年2月26日 - 宗教法人日本ルーテル同胞宣教団設立。
- 1952年9月 - 東北聖書学院（現・ルーテル同胞聖書神学校）山形県酒田市にて開設。
- 1955年9月 - 東北聖書学院秋田へ移転。
- 1979年8月 - 宣教30周年記念聖会。記念誌刊行。
- 1969年4月 - ルーテル同胞聖書神学校開校。
- 1983年3月 - 宗教法人日本ルーテル同胞教団に改称。
- 1989年4月 - ルーテル同胞センター献堂。教団本部、神学校が仙台へ移転。
- 1999年8月 - 宣教50周年記念聖会。記念誌刊行。

## 特色
- 信仰基準は改定されないアウクスブルク信仰告白とルター小教理問答書に基づいている。
- 聖書信仰。
- ルーテル教会が一般に認めている信条（使徒信条、ニカイア信条、アタナシオス信条）を受け入れている。
- 敬虔主義ルター派。
- 万人祭司。
- 恵みの賜物の強調。
- 非儀式的、形式的（ロウチャーチ）の福音的敬虔主義ルター派の立場に立っている。
- 信徒主義と平易な礼拝形式をモットーにしている。
- 教会政治は会衆制を採用している。
- 女性伝道師を認めているが、牧師就任は認めておらず、伝道師として招聘される。

## 所属教会
日本ルーテル同胞教団の加盟教会は、2013年12月31日現在で合計27が所属している。

### 青森県
- 八戸聖書キリスト教会（八戸市）

### 秋田県
- 大館ルーテル同胞教会（大館市）
- 北秋田キリスト教会（北秋田市）
- 合川聖書キリスト教会（北秋田市）
- 能代ルーテル同胞教会（能代市）
- シオンの丘秋田キリスト教会（秋田市下新城）
- 秋田栄光キリスト教会（秋田市泉南）
- 秋田恵みキリスト教会（秋田市広面）
- 秋田中央キリスト教会（秋田市広面）
- 河辺家の教会（秋田市河辺）
- 新屋キリスト教会（秋田市新屋）
- 大曲ルーテル同胞教会（大仙市）
- 本荘ルーテル同胞教会（由利本荘市）

### 岩手県
- 盛岡月が丘キリスト教会（盛岡市月が丘）
- ハレルヤチャペル滝沢（滝沢市葉の木沢山）

### 宮城県
- 石巻希望の家（宮城県石巻市）
- 仙台南吉成キリスト教会（仙台市青葉区）
- 愛子中央キリスト教会（仙台市青葉区）
- 仙台新生キリスト教会（仙台市泉区）

### 山形県
- 酒田ルーテル同胞教会（酒田市）
- 鶴岡みどり町キリスト教会（鶴岡市）
- 山形城西キリスト教会（山形市城西）

### 新潟県
- 新潟シャロームキリスト教会（新潟市西区）

### 埼玉県
- 埼玉ルーテル同胞教会（川口市）

### 千葉県
- 柏グローリーチャペル（柏市）

### 神奈川県
- 日吉ルーテル同胞教会（横浜市港北区）

## 教団の著名人
- 小助川次雄
- 佐々木潤（レインボーミュージックジャパン）
- 佐々木静（レインボーミュージックジャパン）